# Mörkerseende (bok)
Mörkerseende är en diktsamling av poeten Tomas Tranströmer utgiven 1970.

## Innehåll

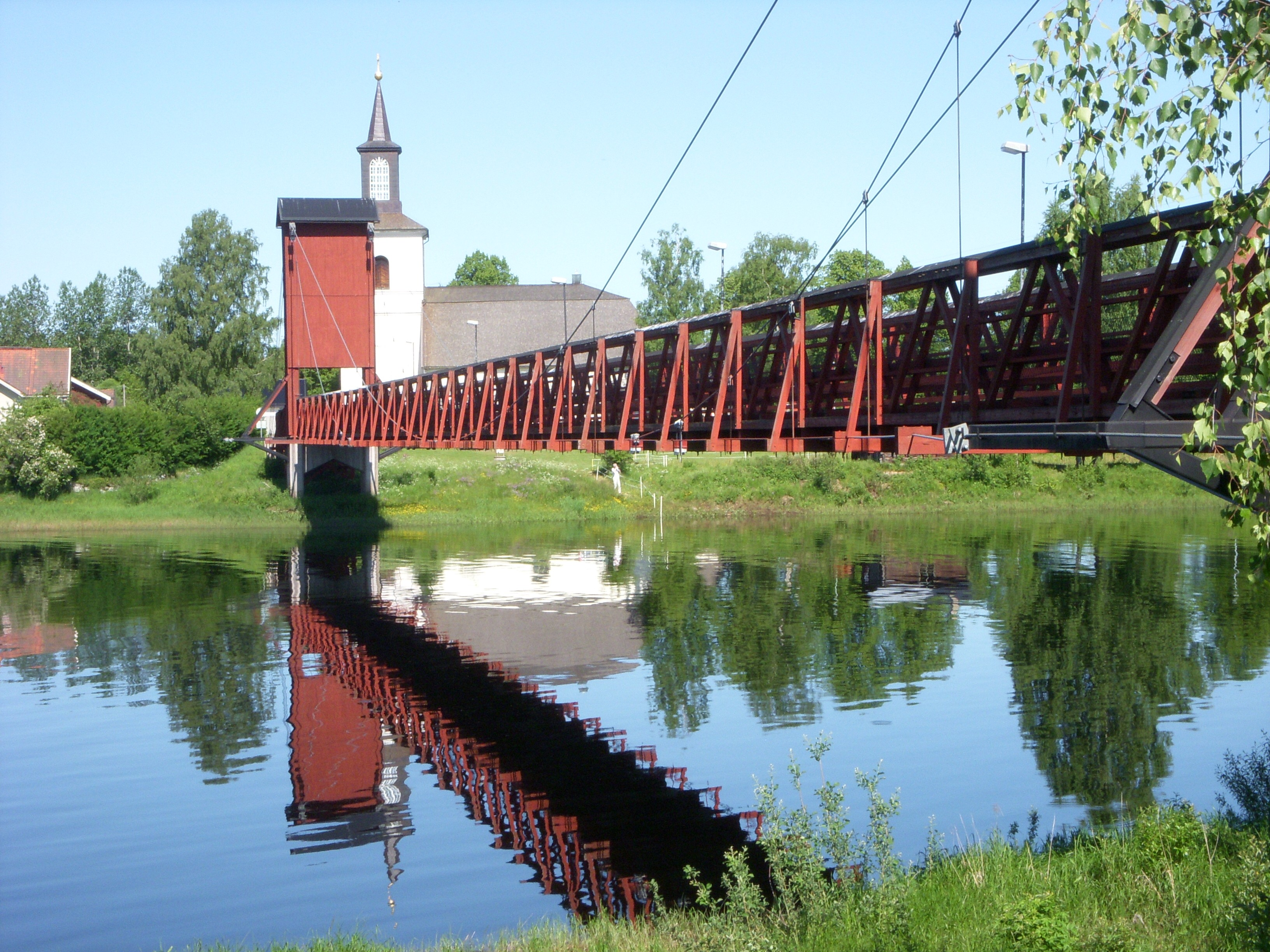
Hängbron i Dala-Floda i dikten ”Med älven” (4).

- Namnet[2]
- Några minuter
- Andrum juli[3]
- Med älven[1]
- Utkantsområde
- Trafik[5]
- Nattjour[6]
- Det öppna fönstret
- Preludier[7]
- Upprätt
- Bokskåpet

## Ljudbok
I ljudboken Tomas Tranströmer läser 82 dikter ur 10 böcker 1954–1996 läser författaren dikterna “Namnet” (1), ”Andrum juli” (3), ”Trafik” (6), ”Det öppna fönstret” (8), ”Preludier” (9), ”Upprätt” (10) och ”Bokskåpet” (11).